# Дюплесси-Берто, Жан
Жан Дюплесси́-Берто́ (фр. Jean Duplessis-Bertaux; 1750, Париж — 29 сентября 1818, Париж) — французский исторический рисовальщик и гравёр, мастер книжной иллюстрации.

## Биография
Жан Дюплесси-Берто родился в Париже, по одним данным в 1747 году, по другим — в 1750 году. Рисунку и живописи учился у Жозефа-Мари Вьена, гравюре — у Жака-Филиппа Леба. Большинство работ подписывал двойной фамилией: «Дюплесси-Берто». Дюплесси-Берто работал под покровительством Шарля-Николя Кошена, который выхлопотал ему пенсию от короля.
Дюплесси-Берто создал гравюры по рисункам из путешествия графа Шуазёль-Гуфье по Греции, Италии и Египту. Гравюры вошли в сборник «Живописное путешествие по Греции» (Voyage Pittoresque en Grèce), первый том которого был опубликован в Париже в 1782 году.

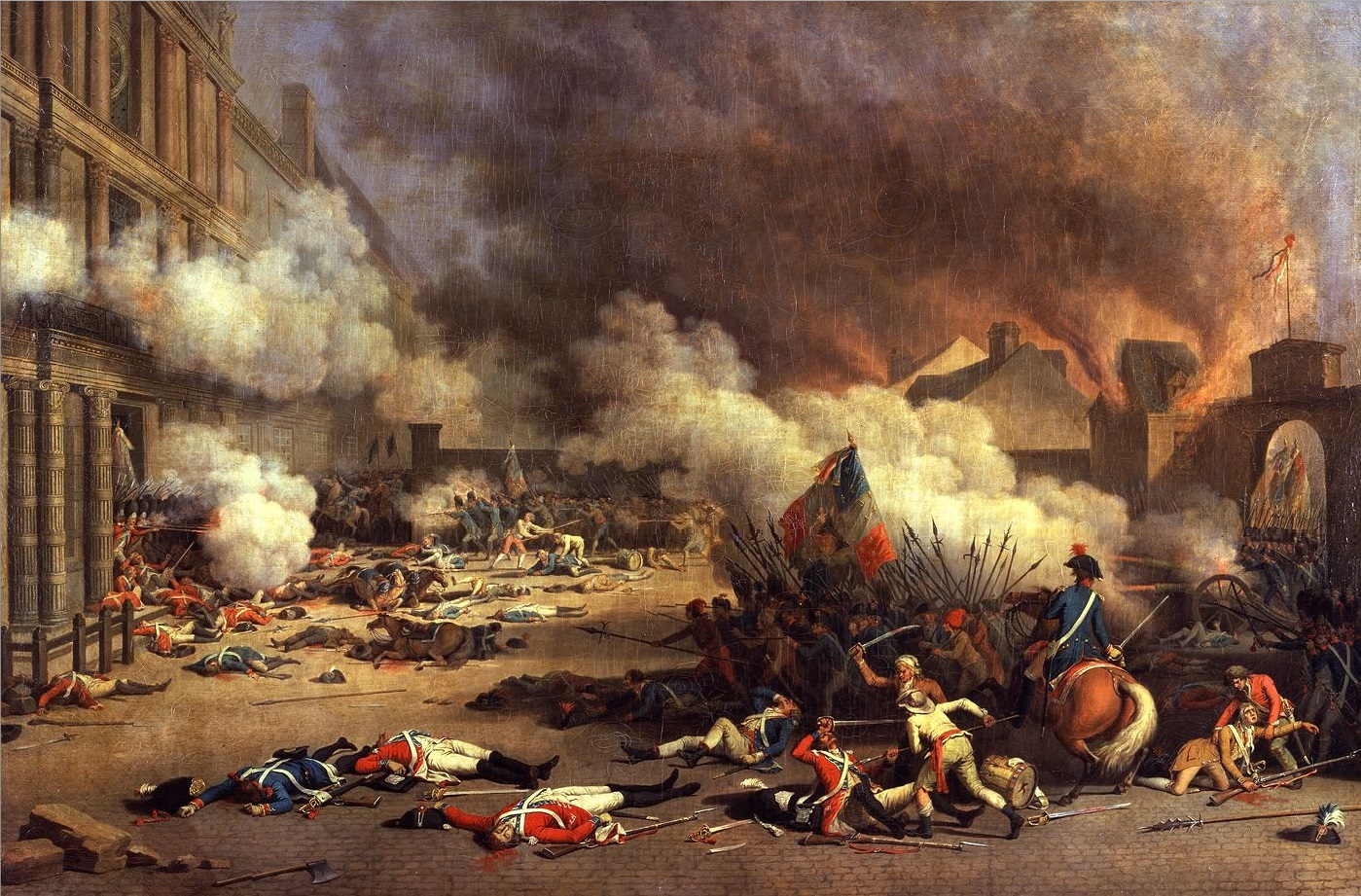
Взятие дворца Тюильри 10 августа 1792. 1793. Холст, масло. Версаль

С 1795 по 1805 год художник регулярно выставлял свои произведения в Парижском салоне. Он принимал участие в создании рисунков и гравюр для сборника «Галерея Пале-Рояля» — издания гравюр по картинам из собрания герцога Луи-Филиппа I Орлеанского (около пятисот картин). Работой руководил гравёр Жак Куше.
Он также создавал гравюры по мотивам картин Карла Верне «Сцены революции», в которых сам принимал участие: «Парижская торговля», «Крик Парижа» и «Походы Наполеона в Италии». Над некоторыми он работал совместно с другими гравёрами, такими как Жан-Луи Делиньон, Эдм Бовине, Шарль-Луи Ленже и Жан-Батист-Мишель Дюпреэль. Дюплесси-Берто является автором нецензурных гравюр (иногда неподписанных, а затем переатрибутивных), переизданных в конце XIX века.
За свою жизнь он выполнил около семисот гравюр по оригиналам знаменитых живописцев Джулио Романо, Тициана, Рубенса, Давида Тенирса Младшего, Адама Франса ван дер Мейлена, Адриана ван де Велде, Никола Пуссена и других художников.
Жан Дюплесси-Берто умер 29 сентября 1818 года в возрасте шестидесяти восьми лет.

## Галерея

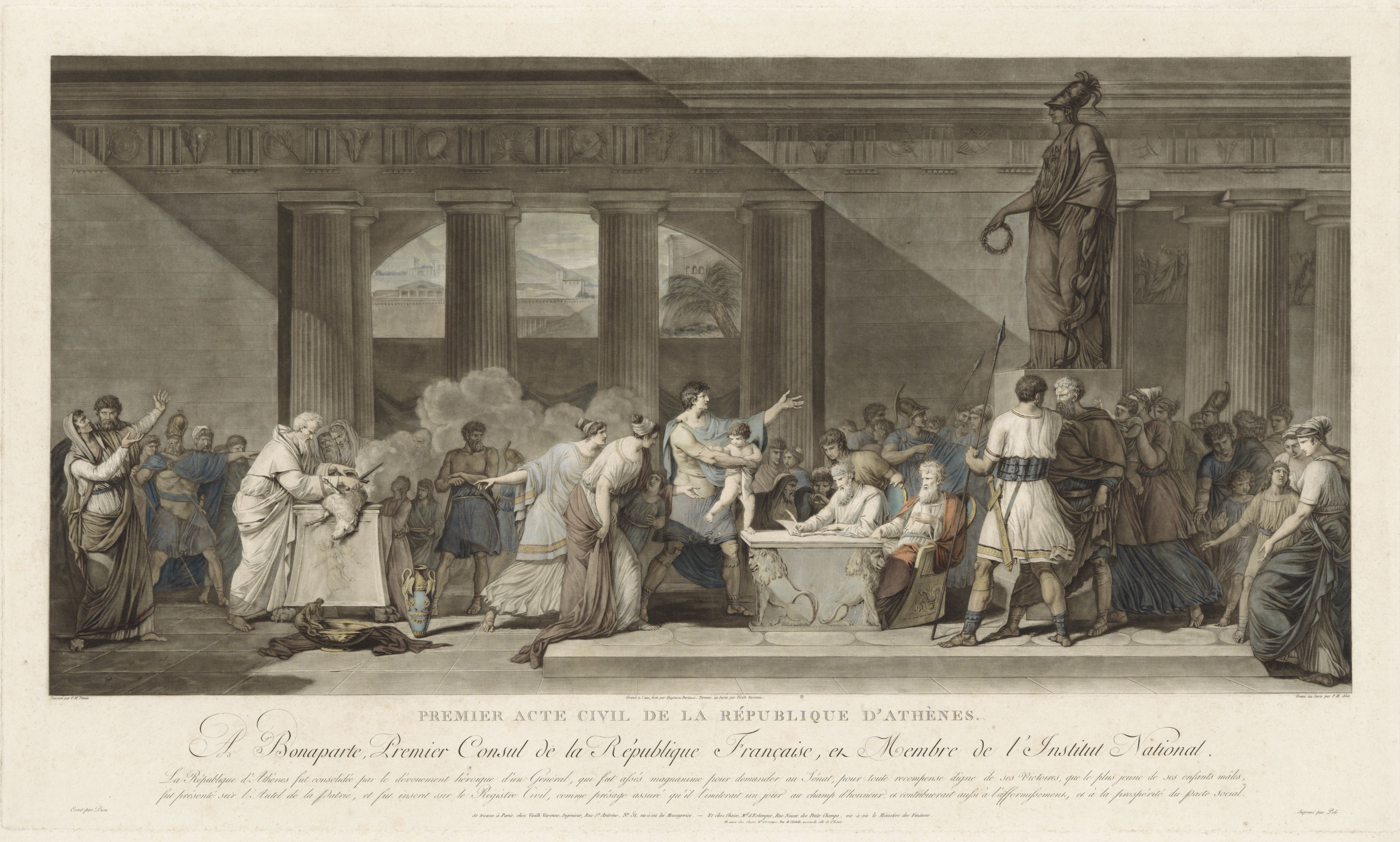
Командир регистрирует своего маленького сына в гражданском реестре Афинской республики. Между 1799 и 1804. Офорт, акватинта, раскраска акварелью. Рейксмюсеум, Амстердам
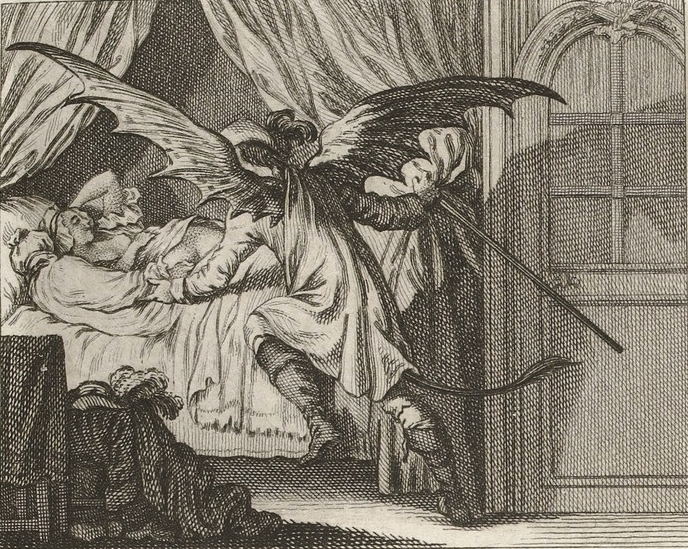
Кольцо Ганса Карвела. Из иллюстраций к новеллам Лафонтена. Офорт
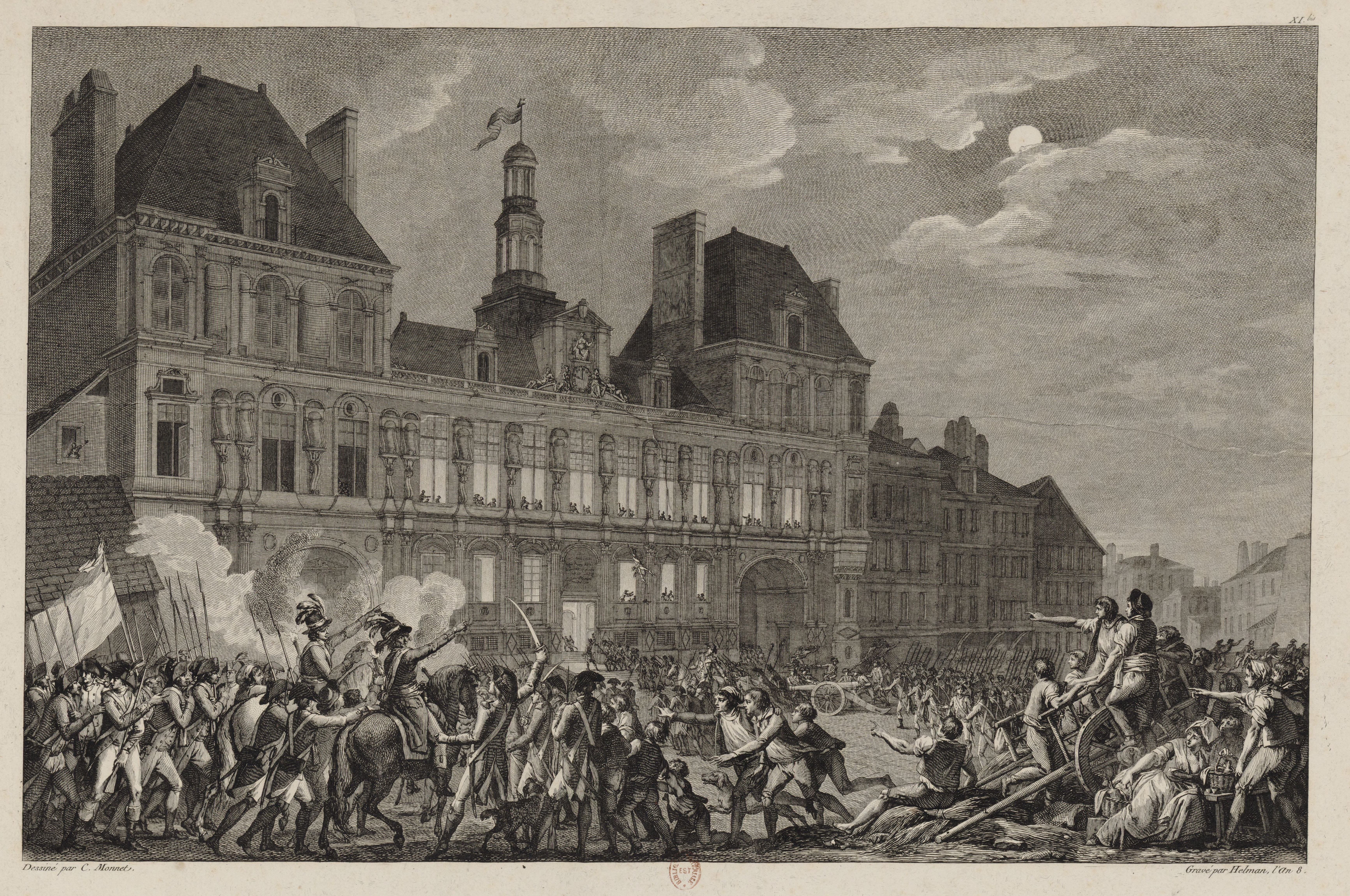
Атака войск Конвента на Парижскую ратушу 9 термидора II года (26 июля 1794). По рисунку Монне, Шарль Ш. Монне. Ок. 1799. Офорт, акватинта. Национальная библиотека Франции, Париж
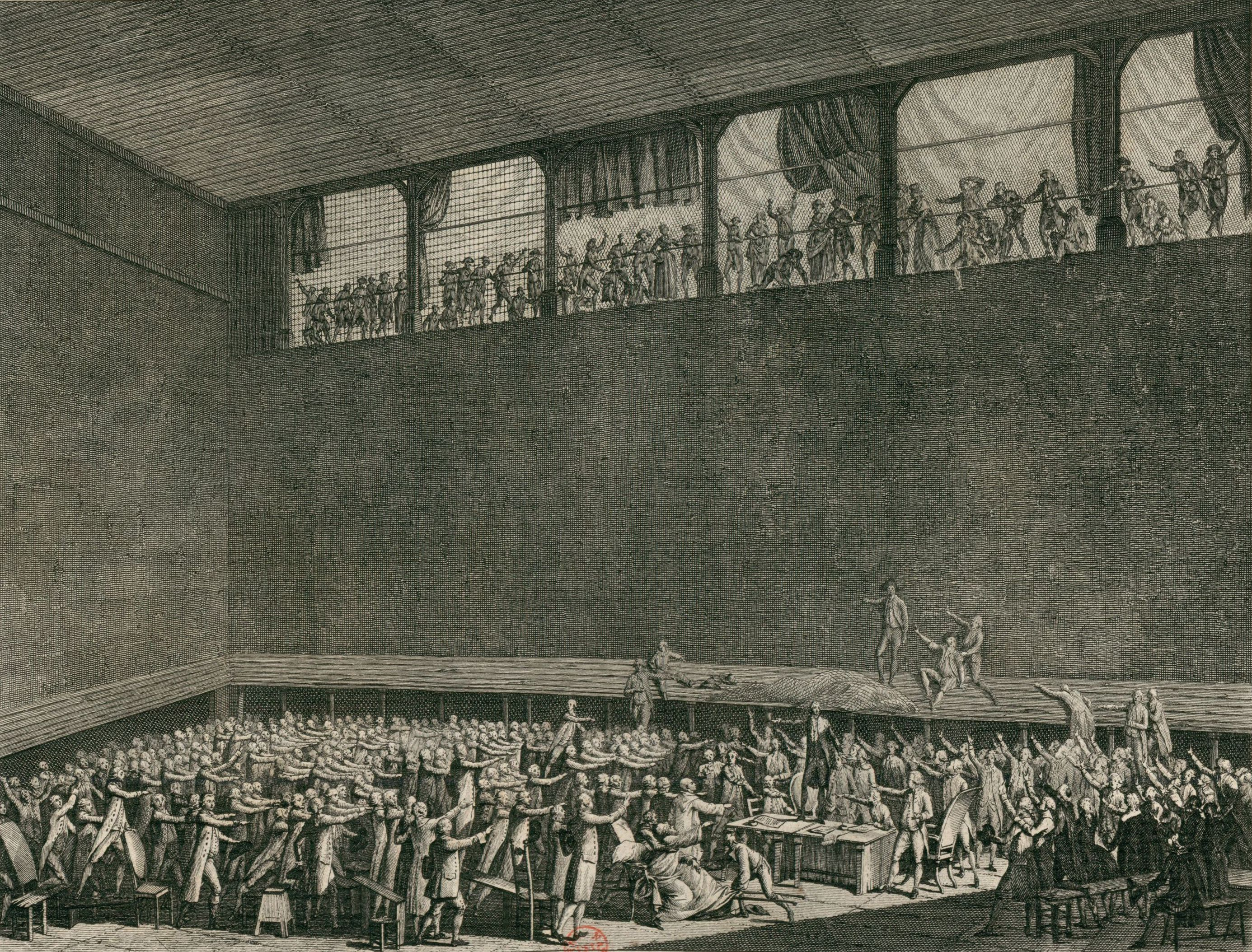
Клятва в зале для игры в мяч в Версале 20 июня 1789 года. По оригиналу Ж.-Л. Приёра. 1802. Офорт
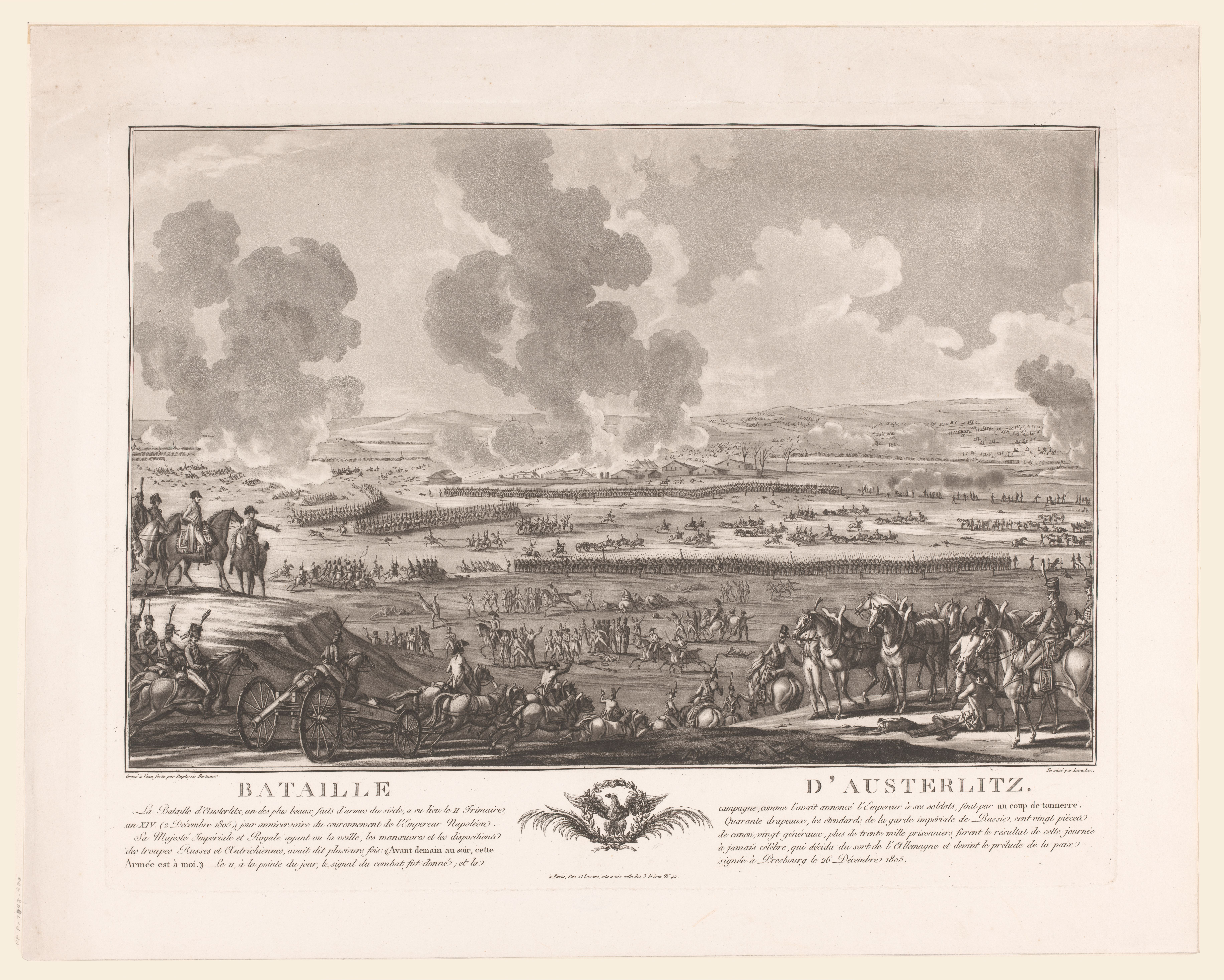
Пейзаж с полем битвы при Аустерлице. Между 1760 и 1820. Офорт, акватинта. Рейксмюсеум, Амстердам
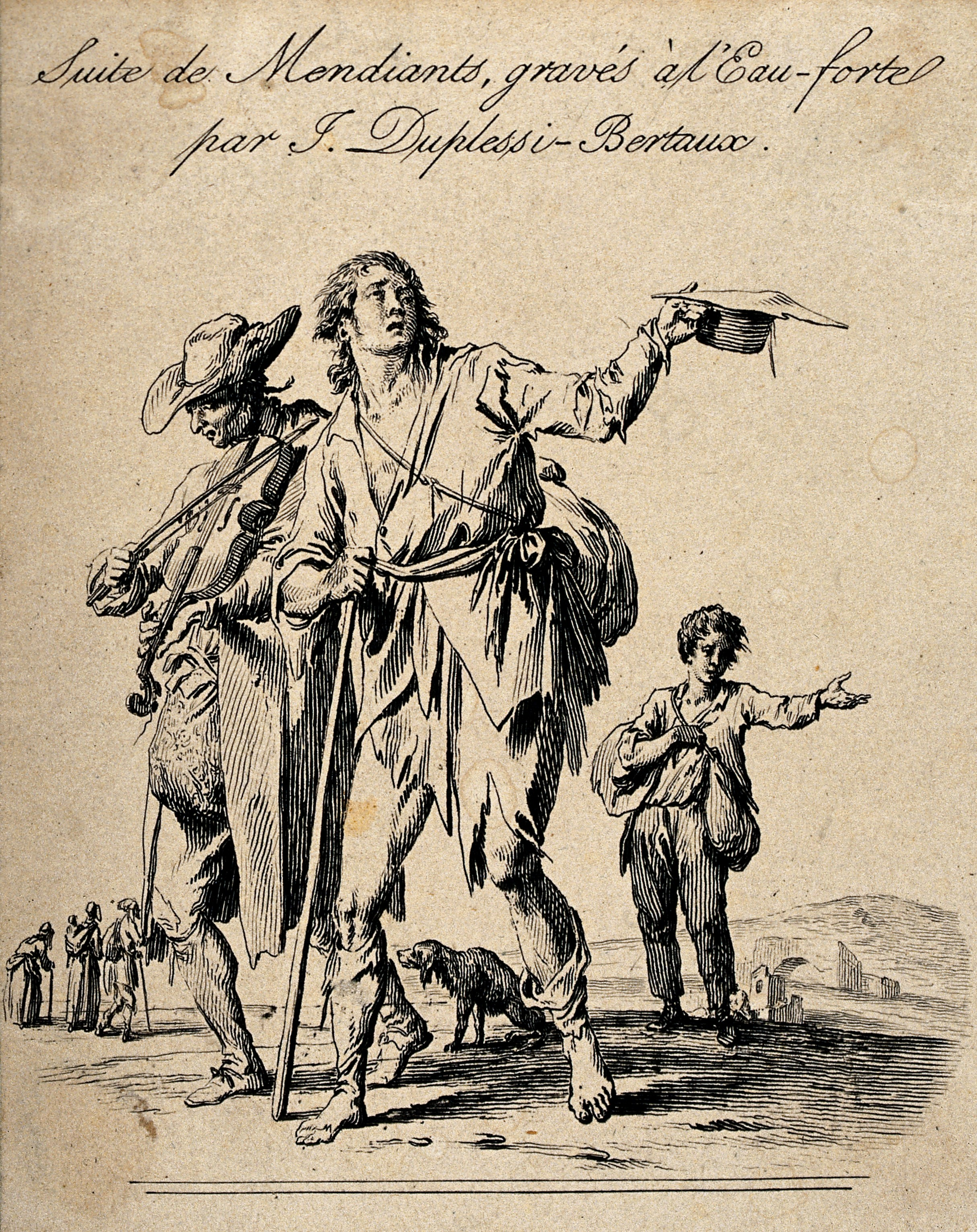
Группа нищих. Офорт